# Stadion 5 Lipca 1962
Stadion 5 Lipca 1962 (arab. ستاد 5 يوليو 1962, lub „El Djezair Stadium” – ستاد الدجازير, fr. Stade 5 Juillet 1962) – wielofunkcyjny stadion w Algierze, stolicy Algierii. Używany do rozgrywania meczów piłkarskich oraz zawodów lekkoatletycznych. Mieści ok. 66 000 widzów. 
Został otwarty w 1972 roku.